# Hydriastele
Hydriastele är ett släkte av enhjärtbladiga växter. Hydriastele ingår i familjen Arecaceae.

## Dottertaxa tillHydriastele, i alfabetisk ordning[1]
- Hydriastele affinis
- Hydriastele aprica
- Hydriastele beccariana
- Hydriastele beguinii
- Hydriastele boumae
- Hydriastele brassii
- Hydriastele cariosa
- Hydriastele carrii
- Hydriastele chaunostachys
- Hydriastele costata
- Hydriastele cyclopensis
- Hydriastele cylindrocarpa
- Hydriastele dransfieldii
- Hydriastele flabellata
- Hydriastele geelvinkiana
- Hydriastele gibbsiana
- Hydriastele gracilis
- Hydriastele hombronii
- Hydriastele kasesa
- Hydriastele kjellbergii
- Hydriastele ledermanniana
- Hydriastele lepidota
- Hydriastele longispatha
- Hydriastele lurida
- Hydriastele macrospadix
- Hydriastele manusii
- Hydriastele mayrii
- Hydriastele micrantha
- Hydriastele microcarpa
- Hydriastele microspadix
- Hydriastele moluccana
- Hydriastele montana
- Hydriastele nannostachys
- Hydriastele oxypetala
- Hydriastele palauensis
- Hydriastele pinangoides
- Hydriastele pleurocarpa
- Hydriastele procera
- Hydriastele ramsayi
- Hydriastele rheophytica
- Hydriastele rhopalocarpa
- Hydriastele rostrata
- Hydriastele sarasinorum
- Hydriastele selebica
- Hydriastele valida
- Hydriastele variabilis
- Hydriastele wendlandiana
- Hydriastele vitiensis